# 鄭道伝 (テレビドラマ)
『鄭道伝』（チョン・ドジョン）は韓国放送公社のテレビドラマ。2014年1月4日に放送開始され、日本では同年5月3日、KBS Worldで放送された。同年6月29日、第50話にて韓国での放送を終了。

## 概要
このドラマは高麗末期から朝鮮初期にかけて実在し、朝鮮建国に貢献した儒学者、鄭道伝を主人公にした作品。鄭道伝は将軍でのちに朝鮮国王となる李成桂に協力し、庶民のための国づくりを目指す過程を描き出す。
2010年代に入って不振だったKBS大河ドラマシリーズで、久しぶりに作品性と興行を共に捉えたと評価された。

## 出演
- 鄭道伝：チョ・ジェヒョン
- 李成桂：ユ・ドングン
- 崔瑩：ソ・インソク
- 李仁任：パク・ヨンギュ（朝鮮語版）
- 京妻康氏：イ・イルファ（朝鮮語版）
- 李芳遠：アン・ジェモ
- 鄭夢周：イム・ホ
- 恭愍王；キム・ミョンス
- 明徳太后：イ・ドッキ（朝鮮語版）
- 崔氏：イ・アヒョン（朝鮮語版）